# Sastawna

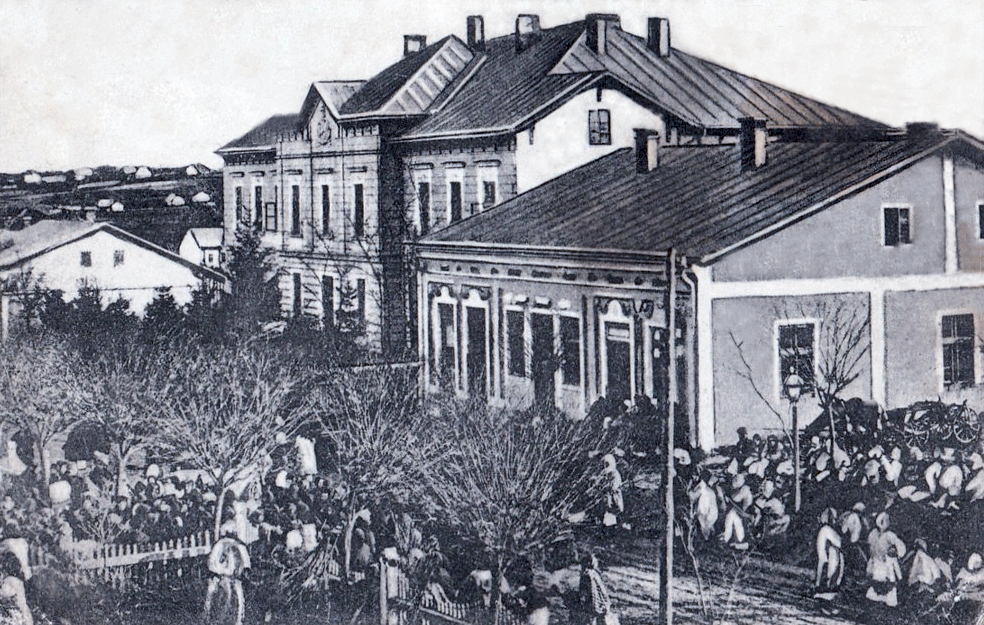
Blick in den Ort um 1900

Sastawna (ukrainisch und russisch Заставна; deutsch Zastawna, rumänisch Zastavna, polnisch Zastawna) ist eine ehemalige Rajonshauptstadt in der ukrainischen Oblast Tscherniwzi.
Sie liegt etwa 25 km westlich von Czernowitz, der Name bedeutet etwa „unter den Teichen“ und leitet sich von der Lage an den vielen Teichen der Umgebung ab.

## Geschichte
Die Stadt wurde 1589 zum ersten Mal schriftlich erwähnt und gehörte bis 1774 zum Fürstentum Moldau. Ab 1774 war er bis 1918 ein Teil Österreich-Ungarns und ab 1849 im Kronland Bukowina. Der Ort entwickelte sich langsam, 1910 wurde der nördlich der Innenstadt liegende Bahnhof an der im Januar 1910 eröffneten Lokalbahn Werenczanka–Okna der Neuen Bukowinaer Lokalbahn-Gesellschaft eröffnet, zum Ende des Kaiserreichs war der Ort Sitz eines Bezirksamtes und -gerichtes, 1940 wurde er zur Stadt ernannt.
Nach dem Ende des Ersten Weltkriegs kam der Ort zu Rumänien (im Kreis Cernăuți). Im Zuge der Annexion der Nordbukowina am 28. Juni 1940 wurde er ein Teil der Sowjetunion (zwischen 1941 und 1944 wiederum zu Rumänien) und ist seit 1991 ein Teil der Ukraine.

## Verwaltungsgliederung
Am 13. Dezember 2017 wurde die Stadt zum Zentrum der neu gegründeten Stadtgemeinde Sastawna (Заставнівська міська громада/Sastawniwska miska hromada). Zu dieser zählen auch die 2 in der untenstehenden Tabelle aufgelistetenen Dörfer; bis dahin bildete sie die Stadtratsgemeinde Sastawna (Заставнівська міська рада/Sastawniwska miska rada) im Rajon Sastawna.
Seit dem 17. Juli 2020 ist der Ort ein Teil des Rajons Tscherniwzi.
Folgende Orte sind neben dem Hauptort Sastawna Teil der Gemeinde:
| Name                     | Name          | Name                            | Name         | Name      |
| ukrainisch transkribiert | ukrainisch    | russisch                        | rumänisch    | deutsch   |
| ------------------------ | ------------- | ------------------------------- | ------------ | --------- |
| Malyj Kutschuriw         | Малий Кучурів | Малый Кучуров (Maly Kutschurow) | Cuciurul Mic | Kuczurmik |
| Werbiwzi                 | Вербівці      | Вербовцы (Werbowzy)             | Verbăuţi     | Werboutz  |

## Söhne und Töchter der Stadt
- Mykola Iwasjuk (1865–1937), ukrainischer Maler
- Dagobert D. Runes (1902–1982), US-amerikanischer Verleger